# Zenirella acreana
Zenirella acreana är en insektsart som beskrevs av Piza Jr. 1973. Zenirella acreana ingår i släktet Zenirella och familjen vårtbitare. Inga underarter finns listade i Catalogue of Life.